# Nesosphecodes halictophagus
Nesosphecodes halictophagus är en biart som beskrevs av Engel 2006. Nesosphecodes halictophagus ingår i släktet Nesosphecodes och familjen vägbin. Inga underarter finns listade i Catalogue of Life.